# Vùng Tây Nam (Cameroon)
Vùng Tây Nam (tỉnh Tây Nam cho đến năm 2008; Pháp: Région du Sud-Ouest) của Cameroon là một tỉnh của Cameroon và là một bộ phận của lãnh thổ của Southern Cameroons. Thủ phủ là Buea. Năm 1987, dân số của vùng là 838.042. Cùng với vùng Tây Bắc, nó là một trong những khu vực nói tiếng Anh của Cameroon, và từ lâu đã là điểm nóng phong trào ly khai chống lại sự thống trị của các khu vực nói tiếng Pháp của quốc gia này.
Vùng này được chia ra các khu vực: Fako, Koupé-Manengouba, Lebialem, Manyu, Meme, và Ndian. Các khu vực này lại được chia nhỏ thành các phân khu. Vùng đáng chú ý vì có trường đại học nói tiếng Anh đầu tiên ở Cameroon (Đại học Buea). Giống như vùng Tây Bắc, vùng Tây Nam được hưởng một cơ sở hạ tầng tốt hơn đáng kể hơn so với các vùng láng giềng nói tiếng Pháp.